# Diskografie Small Faces
Small Faces byla britská mod kapela založená v roce 1965 Stevem Marriottem, Ronniem Lanem, Kenneym Jonesem a Jimmy Winstonem (který byl záhy nahrazen Ianem McLaganem). Kapela byla silně ovlivněná americkým rhythm and blues, před rozpadem v roce 1969 se přiklonila k psychedelii.

## Alba
| Rok  | Název | Seznam skladeb |
| 1966 | Small Faces UK 6. května 1966 UK Decca Records (mono) (vinyl) katalogové číslo LK 4790 | Strana 1: "Shake" "Come on Children" "You Better Believe It" "It's Too Late" "One Night Stand" "Whatcha Gonna Do About It" Strana 2: "Sorry She’s Mine" "Own Up Time" "You Need Loving" "Don’t Stop What You’re Doing" "E Too D" "Sha-La-La-La-Lee" |
| Rok  | Název | Seznam skladeb |
| 1967 | From the Beginning UK 2. června 1967 UK Decca Records (mono)(vinyl) katalogové číslo LK 4879 | Strana 1: "Runaway" "My Mind's Eye" "Yesterday, Today & Tomorrow" "That Man" "My Way of Giving" "Hey Girl" "(Tell Me) Have You Ever Seen Me" Strana 2: "Come Back and Take This Hurt Off Me" "All or Nothing" "Baby Don't You Do It" "Plum Nellie" "Sha-La-La-La-Lee" "You've Really Got a Hold On Me" "Whatcha Gonna Do About It" |
| Rok  | Název | Seznam skladeb |
| 1967 | Small Faces UK 23. června 1967 Immediate Records (mono) (vinyl) katalogové číslo IMLP 008 Immediate Records (stereo) (vinyl) katalogové číslo IMSP 008 Toto album bylo vydáno ve Spojených státech jako There Are But Four Small Faces, ale s velmi rozdílným seznamem skladeb (vizte níže).        | Strana 1: "(Tell Me) Have You Ever Seen Me" "Something I Want To Tell You" "Feeling Lonely" "Happy Boys Happy" "Things Are Going to Get Better" "My Way of Giving" "Green Circles" Strana 2: "Become Like You" "Get Yourself Together" "All Our Yesterdays" "Talk To You" "Show Me the Way" "Up the Wooden Hills To Bedfordshire" "Eddie’s Dreaming" |
| Rok  | Název | Seznam skladeb |
| 1967 | There Are But Four Small Faces US 1967 Immediate Records (stereo) (vinyl) katalogové číslo Z12 52 002 *US LP v názvu opomíjí 'To Bedfordshire'. | Strana 1: "Itchycoo Park" "Talk To You" "Up The Wooden Hills"* "My Way of Giving" "I'm Only Dreaming" "I Feel Much Better" Strana 2: "Tin Soldier" "Get Yourself Together" "Show Me the Way" "Here Comes The Nice" "Green Circles" "(Tell Me) Have You Ever Seen Me" |
| Rok  | Název | Seznam skladeb |
| 1968 | Ogdens' Nut Gone Flake UK 24. května 1968 Immediate Records (mono) (vinyl) katalogové číslo IMLP 012 Immediate Records (stereo) (vinyl) katalogové číslo IMSP 012 *Píseň je na původním LP uvedena jako "Afterglow", ale na následném singlu a v nějakých kompilacích jako "Afterglow of Your Love" | Strana 1: "Ogdens' Nut Gone Flake" "Afterglow"* "Long Agos and Worlds Apart" "Rene" "Song of a Baker" "Lazy Sunday" Strana 2 (Happiness Stan): "Happiness Stan" "Rollin’ Over" "The Hungry Intruder" "The Journey" "Mad John" "HappyDaysToyTown" |
| Rok  | Název | Seznam skladeb |
| 1969 | The Autumn Stone UK) listopad 1969 Immediate Records - 2-LP set (vinyl) katalogové číslo: IMAL01/02 | První LP: "Here Come the Nice" "The Autumn Stone" "Collibosher" "All or Nothing" "Red Balloon" "Lazy Sunday" "Call it Something Nice" "I Can't Make It" "Afterglow of Your Love" "Sha-La-La-La-Lee" "The Universal" Druhé LP: "Rollin' Over" "If I Were a Carpenter" "Every Little Bit Hurts" "My Mind's Eye" "Tin Soldier" "Just Passing" "Itchycoo Park" "Hey Girl" "Wide Eyed Girl On The Wall" "Whatcha Gonna Do About It" "Wham Bam Thank You Man" (Alternate Mix) |
| Rok  | Název | Seznam skladeb |
| 1977 | Playmates UK 1977 | Strana 1:' "High and Happy" "Never Too Late" "Tonight" "Saylarvee" "Find It" Strana 2: "Lookin' For a Love" "Playmates" "This Song's Just For You" "Drive-In Romance" "Smilin' In Tune" |
| Rok  | Název | Seznam skladeb |
| 1978 | 78 in the Shade UK 1978 | Strana 1:' "Over Too Soon" "Too Many Crossroads" "Let Me Down Gently" "Thinkin' about Love" "Stand by Me" Side Two: "Brown Man Do" "Real Sour" "Soldier" "You Ain't Seen Nothing Yet" "Filthy Rich" |
| Rok  | Název | Seznam skladeb |
| 1999 | Itchycoo Park UK 1999 | "Lazy Sunday" "Itchycoo Park" "Here Come the Nice" "Rene" "(Tell Me) Have You Ever Seen Me" "My Way of Giving" "Get Yourself Together" "Wham Bam Thank You Man" "The Universal" "Rollin' Over" "Song of a Baker" "Donkey Rides a Penny a Glass" "HappyDaysToyTown" "Tin Soldier" "Afterglow of Your Love" |
| Rok  | Název | Seznam skladeb |
| 1997 | The Masters 2-CD Set. EAN: 5034504302327 - Stereo | "Here Come The Nice" "Talk To You" "Itchycoo Park" "I'm Only Dreaming" "Tin Soldier" "I Feel Much Better" "Lazy Sunday" "Rollin' Over" "The Universal" "Donkey Rides, a Penny a Glass" "Afterglow of Your Love" "Wham Bam Thank You Man" "All or Nothing (Live)" "If I were a Carpenter" "Happiness Stan" "The Autumn Stone" "Ogdens' Nut Gone Flake" "Something I Want To Tell You" CD 2: "Mad John" "I Can't Make It" "Feeling Lonely" "Call It Something Nice" "Collibosher" "All Our Yesterdays" "Red Balloons" "Show Me The Way" "Song of a Baker" "Don't Burst My Bubble" "Green Circles" "My Way of Giving" "Every Little Bit Hurts (Live)" "Get Yourself Together" "Piccaninny" "Rene" "Runaway" "Things Are Going To Get Better" |
| Rok  | Název | Seznam skladeb |
| 1999 | The BBC Sessions Vydáno: 15. listopad 1999 (UK) The Live BBC Sessions | "Whatcha Gonna Do About It" (Saturday Club 23.8.65) "Jump Back" (Saturday Club 23.8.65) "Don't Do It" (Saturday Club 23.8.65) "Shake" (Saturday Club 14.3.66) "Sha-La-La-La-Lee" (Saturday Club 14.3.66) "You Need Love" (Saturday Club 14.3.66) "Hey Girl" (Saturday Club 3.5.66) "E Too D" (Saturday Club 3.5.66) "One Night Stand" (Saturday Club 3.5.66) "Understanding" (Saturday Club 30.8.66) "All or Nothing" (Saturday Club 30.8.66) "You'd Better Believe It" (Saturday Club 30.8.66) "If I Were a Carpenter" (Top Gear 9.4.68) "Lazy Sunday" (Top Gear 9.4.68) "Every Little Bit Hurts" (Top Gear 9.4.68) |

## Singly
| Rok  | Skladba                                                    |
| ---- | ---------------------------------------------------------- |
| 1965 | "Whatcha Gonna Do About It" B-side: "What's a Matter Baby" |
| 1965 | "I've Got Mine" B-side: "It's Too Late"                    |
| 1966 | "Sha-La-La-La-Lee" B-side: "Grow Your Own"                 |
| 1966 | "Hey Girl" B-side: "Almost Grown"                          |
| 1966 | "All Or Nothing" B-side: "Understanding"                   |
| 1966 | "My Mind's Eye" B-side: "I Can't Dance With You"           |
| 1967 | "I Can't Make It" B-side: "Just Passing"                   |
| 1967 | "Patterns" (neautorizované vydání) B-side: "E Too D"       |
| 1967 | "Here Come the Nice" B-side: "Talk To You"                 |
| 1967 | "Itchycoo Park" B-side: "I'm Only Dreaming"                |
| 1967 | "Tin Soldier" B-side: "I Feel Much Better"                 |
| 1968 | "Lazy Sunday" B-side: "Rollin' Over"                       |
| 1968 | "The Universal" B-side: "Donkey Rides, A Penny, A Glass"   |
| 1969 | "Mad John" (nebylo vydáno v UK) B-side: "The Journey"      |
| 1969 | "Afterglow of Your Love" B-side: "Wham Bam Thank You Man"  |
| 1975 | "Itchycoo Park"                                            |
| 1976 | "Lazy Sunday"                                              |